# Szkoła Podstawowa w Koźlu
Szkoła Podstawowa w Koźlu – publiczna szkoła podstawowa. Położona w województwie wielkopolskim, w powiecie szamotulskim, w gminie Szamotuły, we wsi Koźle. Szkoła została zamknięta w 2017 r.

## Historia
Początkowo szkoła mieściła się w glinianym domu usytuowanym w środku wsi, a później w murowanym parterowym budynku stojącym w miejscu, gdzie obecnie znajduje się świetlica wiejska. W 1910 r. został on sprzedany Niemcowi o nazwisku Flechner i przekształcony w oberżę. Obecny budynek szkoły wybudowano w 1910 r. Była to szkoła czteroklasowa, w której pracowało trzech nauczycieli. Pierwszym wymienionym w zachowanych dokumentach kierownikiem szkoły był Roman Wróż, który pełnił tę funkcję w okresie zaborów i w pierwszych latach po odzyskaniu niepodległości.
W najstarszym szkolnym protokolarzu w okresie od listopada 1910 r. do grudnia 1917 wszelkie zapisy prowadzone są w języku niemieckim, w roku 1918 w ogóle nie pojawiają się żadne wpisy, a od kwietnia 1919 r. protokół z posiedzeń "dozoru szkolnego w Kuźlu" prowadzony jest już w języku polskim. Obecny w szkolnej dokumentacji język niemiecki był wymogiem władz zaborczych.
Po wojnie w budynku została uruchomiona szkoła podstawowa. W roku szkolnym 2015/2016 w szkole uczyło się 60 uczniów, w tym 16 dzieci w oddziale przedszkolnym. W 2016 roku podjęto decyzję o likwidacji szkoły. 

## Dyrektorzy (kierownicy)
| lp. | imię i nazwisko        | lata pracy  |
| --- | ---------------------- | ----------- |
| 1.  | Roman Wróż             | 1910 - ?    |
| 2.  | Kazimierz Grześkowiak  | ? - 1946    |
| 3.  | Maksymilian Kubiak     | 1946 - 1947 |
| 4.  | Konrad Wojciechowski   | 1947 - ?    |
| 5.  | Stefan Zawieja         | ? - 1979    |
| 6.  | Zofia Grajzer          | 1979 - 1984 |
| 7.  | Kazimierz Różycki      | 1984 - 1985 |
| 8.  | Tadeusz Kamza          | 1985 - 1987 |
| 9.  | Stanisław Koszot       | 1987 - 1999 |
| 10. | Marzenna Kędziora      | 1999 - 2000 |
| 11. | Katarzyna Andrzejewska | 2000 - 2016 |
| 12. | Mirosława Filipiak     | 2016 - 2017 |